# Lünersee
De Lünersee is een natuurlijk stuwmeer dat aan het eind van het Brandnertal gelegen is, ten zuidoosten van het Schesaplanamassief in de Oostenrijkse deelstaat Vorarlberg. Het meer ligt op een hoogte van 1970 meter.
Het water van het stuwmeer wordt geleid naar het 974 meter lager gelegen Latschau, boven Tschagguns, in het dal Montafon, waar de Vorarlberger Illwerke AG het water gebruikt voor het opwekken van elektriciteit.